# Orchomene tschernyschevi
Orchomene tschernyschevi är en kräftdjursart. Orchomene tschernyschevi ingår i släktet Orchomene och familjen Lysianassidae. Inga underarter finns listade i Catalogue of Life.